# Firema

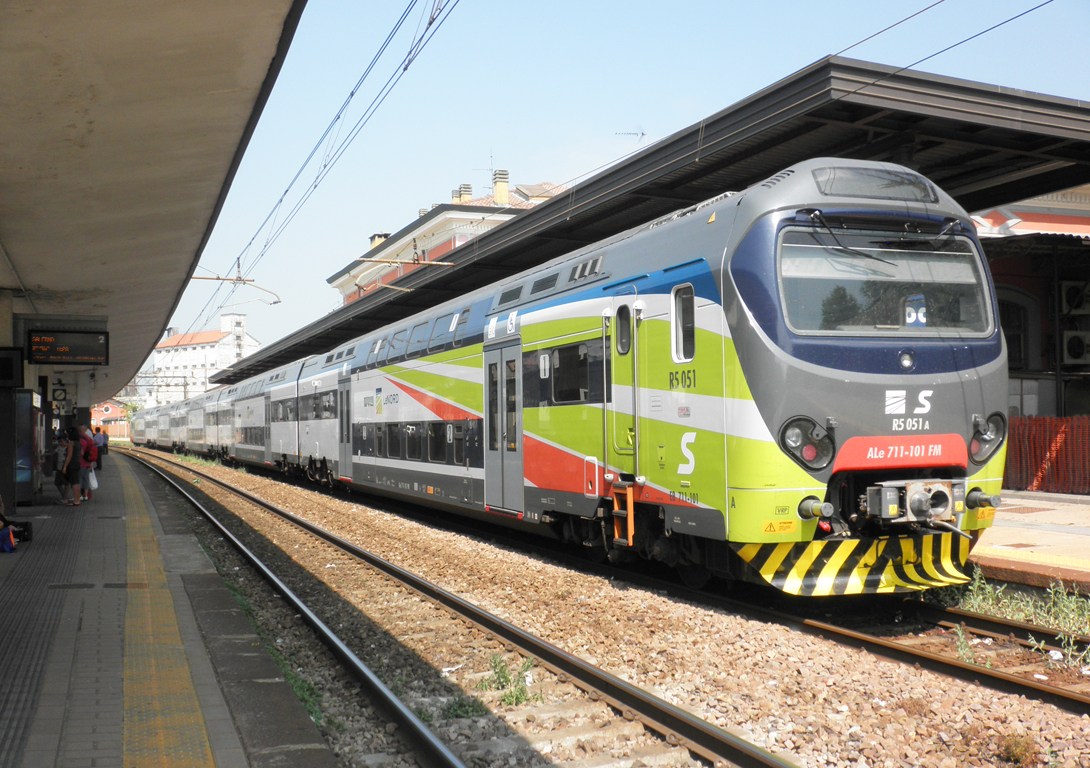
Rame TSR en livrée "LeNord".

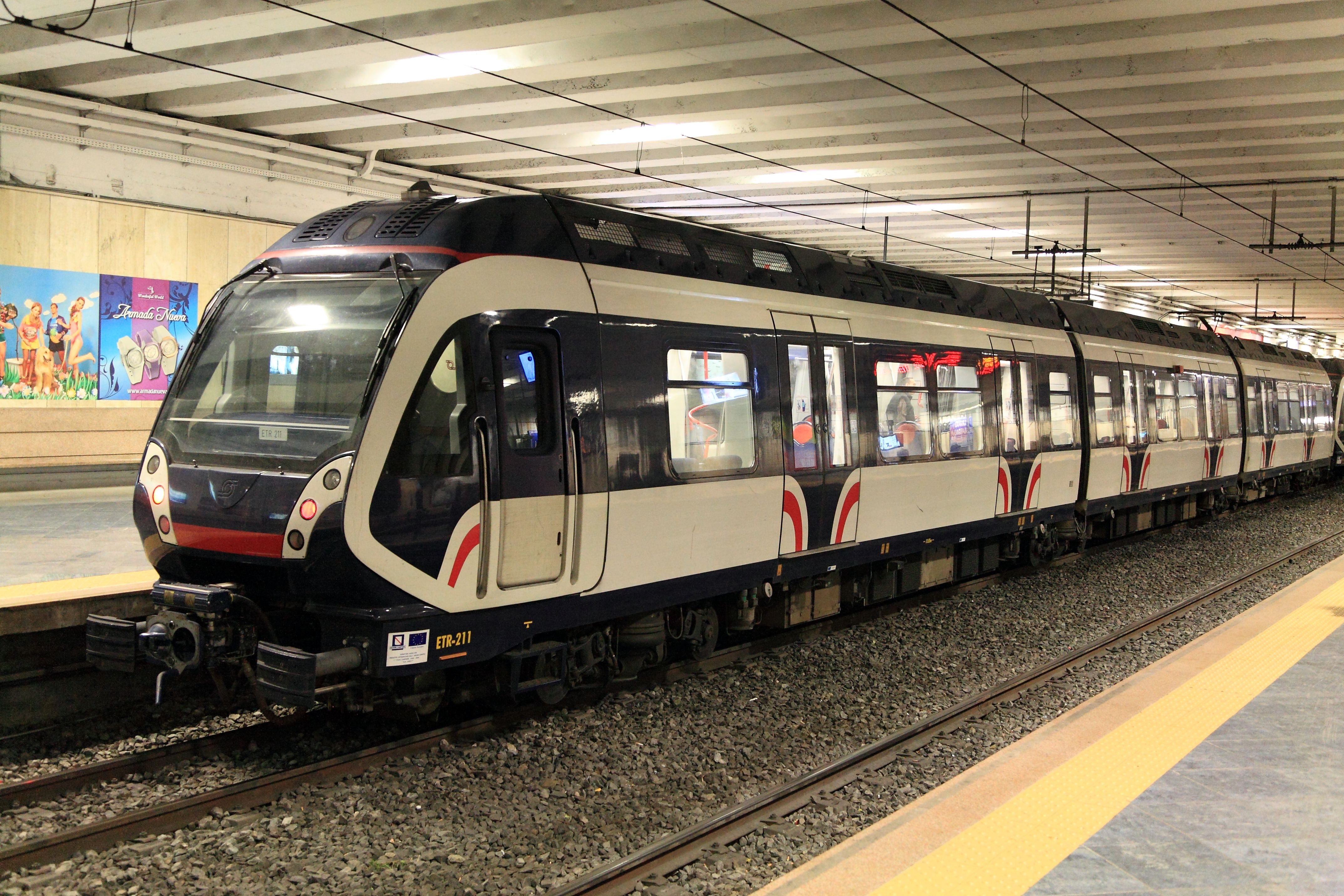
Rame SFSM ETR 201-226 Circumvesuviana.

Firema  S.p.A. est une entreprise industrielle italienne de construction ferroviaire, fondée en 1990. Concepteur, constructeur de trains, métros et tramways, elle en assure également la maintenance sur les sites de Caserte, Tito Scalo, Milan et Spello.

## Histoire
La société a été créée en 1980 grâce au regroupement des constructeurs privés italiens du secteur ferroviaire Officine di Casaralta, Officine Fiore, Officine Meccaniche della Stanga, Officine di Cittadella, Officine Meccaniche Casertane et Firema Engineering qui ont fondé le consortium FiReMa S.p.A.. D'autres entreprises ferroviaires ont ensuite rejoint le consortium.
En décembre 1993 le consortium ferroviaire privé italien FiReMa SpA, pour accroître sa compétitivité face à la concurrence des grands constructeurs nationaux et étrangers comme AnsaldoBreda, Fiat Ferroviaria, Alstom, Bombardier ou Siemens accepte une prise de participation à hauteur de 49% du groupe Ansaldo Trasporti SpA, filiale de la holding publique Finmeccanica.
Les principales entreprises qui appartiennent au groupe FiReMa Trasporti SpA et qui ont une histoire de plus de 80 ans sont :
- Officine di Casaralta - Bologne,
- Officine Fiore - Ercolano - Naples,
- Officine Meccaniche Casertane - Caserta,
- Ercole Marelli Trazione - Milan,
- Metalmeccanica Lucana Tito Scalo (PZ),
- Retam Service - Milan, Spello (PG),
- Officine Meccaniche della Stanga - Padoue,
- Officine di Cittadella - Padoue.

Au cours des différentes étapes de sa croissance, pendant tout le siècle écoulé, ces entreprises ont participé à tous les projets importants qui ont marqué le système des transports publics italiens, des premiers engins sur rail de transport collectif local aux trains à grande vitesse gérés par les systèmes électroniques digitaux ETR 500 au sein du consortium TREVI.
Après la crise du transport ferroviaire de la fin du XXe siècle, le groupe connaît des difficultés financières qui le conduisent à sa mise sous administration judiciaire le 2 août 2010. Cet état s'est prolongé jusqu'en 2015, avec la poursuite de l'activité industrielle et commerciale jusqu'à un appel d'offres international pour la reprise de la société.
Le groupe Firema Trasporti SpA est racheté le 9 juillet 2015 par le groupement d'entreprises composé du groupe indien Titagarh Rail Systems (en) et de la société italienne Adler Plastic SpA et sa raison sociale devient Titagarh Firema Adler SpA, transformée en Titagarh Firema SpA en 2016.
En 2019, Titagarh Firema SpA remporte un  appel d'offres pour la fabrication de 54 éléments ferroviaires et de 10 trains complets pour la compagnie sicilienne Ferrovia Circumetnea ainsi que 34 rames à 3 caisses Firema pour le métro de Pune, en Inde.
En 2022, le fonds public italien d'investissements Invitalia prend une participation de 30,3% dans la société qui est retenue adjudicataire d'un contrat pour la fourniture de 38 rames de transport régional pour la région Lazio (Rome).
En 2023, Firema présente le projet "Vinci" lors de l'exposition Innotrans de Berlin, un concept très novateur de voitures pour les trains Intercity de nuit. La même année, Firema crée la division "Carri merci" wagons de marchandises, en liaison avec le leader du secteur, la société italienne GCF - Generale Costruzione Ferroviarie SpA, activité nouvelle pour la société.

## Productions Firema
Réalisations les plus importantes réalisées par Firema SpA :
- les rames de métro de Milan, Rome, Naples, Gènes et Catane, en Italie,
- les rames à grande vitesse ETR 500,
- les rames à forte fréquentation et haut débit à 2 étages de Trenitalia : les T.A.F. "Train à forte fréquentation" pour les chemins de fer italiens FS et les FNM-Ferrovie Nord Milano,
- les rames des trains régionaux T.S.R.-Treno per Servizio Regionale,
- les rames de métro de nombreuses villes : Oslo, Manchester, Birmingham, Copenhague, Forteza au Brésil et Puna en Inde,
- les rames de tramway, en particulier pour les villes de Gènes, Naples, Oslo, Manchester et Birmingham.

| Matériel                                                | Client                                      | Classification                                  | Quantité | Année     | Notes                                                                                            |
| ------------------------------------------------------- | ------------------------------------------- | ----------------------------------------------- | -------- | --------- | ------------------------------------------------------------------------------------------------ |
| Rames automotrices et remorques Firema E.126            | ATCM                                        | ALe 88.02 + Rp 88.02                            | 1        | 1984      | renommées ALe.088 + Lep.088.001 par l'Ente Autonomo Volturno-EAV                                 |
| Rames automotrices et remorques Firema E.126            | ATCM                                        | ALe.88.01 + Le.96.01 + Rp.88.01                 | 1        | 1985      | renommées ALe 088 + Le 096.001 + Lep 088.002 par l'Ente Autonomo Volturno-EAV                    |
| Rames automotrices et remorques Firema E.126            | FBN                                         | E.508-512 + R.518-512 + Rp.518-512              | 2        | 1984/85   | renommées Ale.126.508-509 + Le.126.418-419 + Le.126.518-519 par l'Ente Autonomo Volturno-EAV     |
| Rames automotrices et remorques Firema E.126            | FBN                                         | E.508-509 + R.518-519 + Rp.518-519              | 3        | 1986/90   | renommées Ale.126.510-512 + Le.126.410-412 + Le.126.510-512 par l'Ente Autonomo Volturno-EAV     |
| Rames automotrices et remorques Firema E.126            | Ferrotramviaria SpA                         | EL.13-15 + Rp.59-61                             | 3        | 1995      |                                                                                                  |
| Rames automotrices et remorques                         | ACOTRAL Ferrovia Roma - Frosinone           | ET.820-825                                      | 6        | 1986-1988 | rames extra-urbaines - trains bloqués M + R + Rp (286 places) en collaboration avec AnsaldoBreda |
| Rames automotrices et remorques                         | Met.Ro SpA - Ferrovia Roma-Viterbo          | 102-120                                         | 10       | 1987      | rames urbaines - trains bloqués M + R + Rp                                                       |
| Rames automotrices et remorques                         | Met.Ro SpA - Ferrovia Roma-Viterbo          | 152,154                                         | 2        | 1994      | rames extra-urbaines - trains bloqués M + R + Rp                                                 |
| Rames automotrices articulées T.67 / T.67A              | Metronapoli (Métro de Naples)               | Rames MN L.6 (001-006)                          | 6        | 1990      |                                                                                                  |
| Rames automotrices articulées T.67 / T.67A              | AMT - Métro de Gênes                        | Rames AMT 11-22                                 | 12       | 1990/95   |                                                                                                  |
| Rames tramway articulées T.68 / T.68A                   | Metrolink Métro léger de Manchester         | 1001-1026                                       | 26       | 1991-92   | en collaboration avec AnsaldoBreda                                                               |
| Rames tramway articulées T.68 / T.68A                   | Metrolink Métro léger de Manchester         | 2001-2006                                       | 6        | 1999      | en collaboration avec AnsaldoBreda                                                               |
| Rames tramway articulées T.69                           | Midland Metro (Tramway de Birmingham)       | 01-16                                           | 16       | 1998-1999 | en collaboration avec AnsaldoBreda                                                               |
| Rames tramway articulées SL.95                          | Oslotrikken (Tramway d'Oslo)                | 141-172                                         | 32       | 1998-2006 | en collaboration avec AnsaldoBreda                                                               |
| Rame automotrice                                        | Ferrovia Trento-Marilleva                   | ET.15-18                                        | 4        | 1993      |                                                                                                  |
| Rames automotrices et remorques                         | Ferrovia Genova-Casella                     | A8-A9                                           | 2        | 1993      |                                                                                                  |
| Rames automotrices et remorques                         | Ferrovia Genova-Casella                     | A10                                             | 1        | 1996      |                                                                                                  |
| Rames automotrices et remorques                         | Ferrovia Genova-Casella                     | C60                                             | 1        | 1996      |                                                                                                  |
| Rames automotrices et remorques                         | Ferrovia Genova-Casella                     | A11-A12                                         | 2        | 1998      |                                                                                                  |
| Rames automotrices et remorques                         | Ferrovia Genova-Casella                     | C61-C62                                         | 2        | 1998      |                                                                                                  |
| Rames automotrices et remorques Firema E 82-E 82B-E 122 | SEPSA                                       | ET.401-413                                      | 3        | 1991      |                                                                                                  |
| Rames automotrices et remorques Firema E 82-E 82B-E 122 | Alifana                                     | ET.414                                          | 1        | 1998      | Vendue en 2006 à MetroCampania NordEst                                                           |
| Rames automotrices et remorques Firema E 82-E 82B-E 122 | ATC Bologne (Ferrovia Casalecchio-Vignola)  | ALe.122.001-002 & 003-004                       | 2        | 1999      | Vendues en 2009 à SEPSA                                                                          |
| Tram                                                    | ATM (Milan)                                 | Tram ATM 4500 II                                | 1        | 1984      | Prototype à plancher surbaissé                                                                   |
| Tram                                                    | GTT (Turin)                                 | 5500                                            | 1        | 1991      | Prototype "TPIR" (tramway à plancher entièrement surbaissé). Vendu ensuite à une société privée. |
| Rames automotrices et remorques                         | Ferrovie dello Stato                        | Automotrice FS ALe FS Ale.642 - Le.764 - Le.682 | 42       | 1991-1995 |                                                                                                  |
| Rames automotrices articulées T.66                      | Met.Ro SpA (Ferrovia Roma-Fiuggi)           | 831-836                                         | 6        | 1999      | Projet dérivé des rames Ansaldo de 1989                                                          |
| Rames automotrices et remorques                         | Met.Ro SpA (Ferrovia Roma-Ostia Lido)       | MR.601-608                                      | 8        | 2000      |                                                                                                  |
| Locomotives Diesel hydrauliques                         | Port de Carrare                             | D.146.0001                                      | 1        | 2002      | Prototype                                                                                        |
| Locomotives Diesel hydrauliques                         | Trenitalia                                  | Locomotives FS D.146                            | 32       | 2002-2006 |                                                                                                  |
| Locomotives Diesel hydrauliques                         | Trenitalia                                  | Locomotive FS D.146                             | 1        | 2006      | ex FS D.146.2033, vendue à l'Autorité portuaire de Monfalcone                                    |
| Locomotives électriques monocabine                      | Trenitalia                                  | Motrices FS E.404 pour les ETR 500              | 60       | 2002      | Au sein du Groupement TREVI                                                                      |
| Locomotives électriques                                 | Trenitalia                                  | FS E.402B                                       | 80       | 2002      | En collaboration avec AnsaldoBreda                                                               |
| Rames M.88                                              | FCE - Métro de Catane                       | M.88.01-05                                      | 5        | 2002      |                                                                                                  |
| Rames M.88                                              | FCE - Métro de Catane                       | M.88.06                                         | 2        | 2008      |                                                                                                  |
| Rames M.88                                              | FCE - Métro de Catane                       | M.88.07-08                                      | 1        | 2011      |                                                                                                  |
| Rames TSR - Treno Servizio Regionale                    | Ferrovie Nord Milano / Trenord              | TSR EB.710 & EB.711                             | 78       | 2002-2012 | En groupement avec AnsaldoBreda et Keller Elettromeccanica SpA                                   |
| Voitures passagers (revamping)                          | Trenitalia                                  | Projet IC.901                                   |          | 2003      | À partir de voitures existantes, pour les services Frecciabianca                                 |
| Rames ETR (modifications)                               | Trenitalia                                  | ETR 480.01-15                                   | 15       | 2003      | Transformation en rames polytensions                                                             |
| Rames SFSM ETR.200                                      | Circumvesuviana                             | SFSM ETR.200                                    | 26       | 2003-2004 | En groupement avec AnsaldoBreda                                                                  |
| Rames mixtes train-métro                                | ATM (Milan) (Métro de Milan - Lignes 1,2,3) | Rames Meneghino                                 | 42       | 2003-2011 | En groupement avec AnsaldoBreda                                                                  |
| Rames ALFA                                              | MetroCampania NordEst                       | ALFA 2                                          | 9        | 2005      |                                                                                                  |
| Rames ALFA                                              | SEPSA                                       | ALFA 3                                          | 8        | 2007      |                                                                                                  |
| Rames métro                                             | MetRo (Ferrovia Roma-Viterbo)               | BETA2                                           | 10       | 2009      |                                                                                                  |
| Rames métro                                             | CCTM - Métro de Fortaleza (Brésil)          |                                                 | 20       | 2009      | En groupement avec AnsaldoBreda                                                                  |
| Rames métro                                             | AMT - Métro de Gênes                        |                                                 | 6        | 2010-2012 | En groupement avec AnsaldoBreda                                                                  |

## Galerie photographique

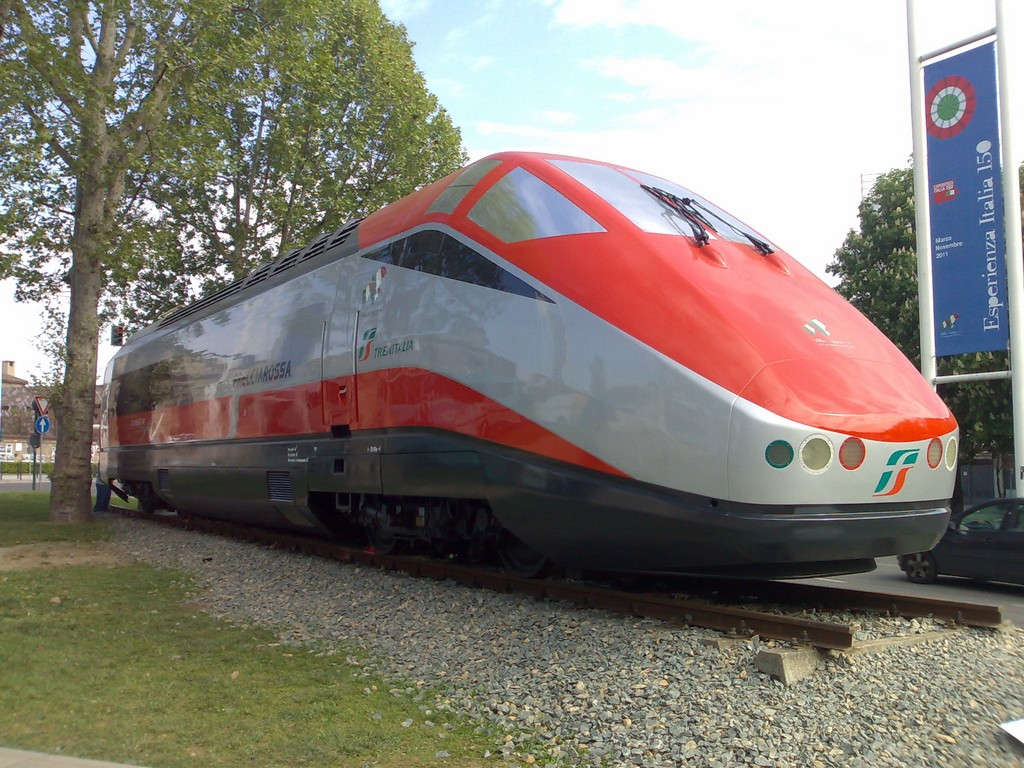
Motrice E.404.002 en livrée Frecciarossa.
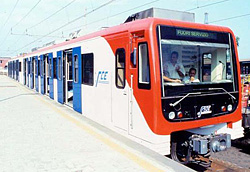
Rame FCE M.88.